# William Fogg Osgood

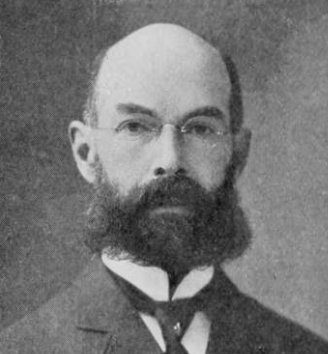
William Fogg Osgood (1911)

William Fogg Osgood (* 10. März 1864 in Boston; † 22. Juli 1943 in Belmont, Massachusetts) war ein US-amerikanischer Mathematiker.

## Leben und Wirken
Osgood wurde als Sohn eines Arztes in Boston geboren und studierte klassische Sprachen an der Boston Latin School und an der Harvard University (ab 1882), wo er aber unter dem Einfluss von Frank Nelson Cole, William Byerly und Benjamin Peirce zur Mathematik wechselte. Er graduierte (Bachelor) 1886 und machte seinen Master-Abschluss ein Jahr später. 1887 ging er mit einem Stipendium an die Universität Göttingen, um bei Felix Klein zu studieren, 1889 an die Universität Erlangen, wo er 1890 bei Max Noether über Abelsche Funktionen promovierte. Im selben Jahr heiratete er Theresa Ruprecht (aus der Familie des Mitbegründers des Verlages Vandenhoeck & Ruprecht), die er in Göttingen kennengelernt hatte. 1890 bis 1893 war er Tutor in Mathematik in Harvard, 1893 wurde er Assistenzprofessor und 1903 Full Professor. Mit den neu aus Europa (speziell aus Deutschland, zu dem Osgood zeitlebens eine besondere Affinität hatte – er kleidete sich und verhielt sich wie ein damaliger deutscher Professor) importierten Ideen sorgte Osgood zusammen mit Maxime Bôcher für frischen Wind in Harvard.
Osgood hatte mit seiner ersten Frau drei Kinder, ließ sich aber scheiden und heiratete 1932 die damals zwei Jahre zuvor geschiedene ehemalige Frau von Marston Morse, was zu einem Skandal führte, der Osgoods Abschied aus Harvard nach sich zog. Osgood unterrichtete dann noch zwei Jahre an der Universität Peking, bevor er sich in Belmont niederließ.
Osgood arbeitete hauptsächlich in der Analysis, z. B. über Differentialgleichungen und Variationsrechnung. 1900 gab er den ersten strengen Beweis des Riemannschen Abbildungssatzes für beschränkte Gebiete. Von ihm stammen auch frühe Arbeiten über die Theorie mehrerer komplexer Variabler (er schrieb darüber 1914 eine Monographie). Bekannt wurde er auch durch sein dreibändiges Lehrbuch der Funktionentheorie (1907, 1923, 1932).
1899 wurde er in die American Academy of Arts and Sciences gewählt, 1904 in die National Academy of Sciences und 1915 in die American Philosophical Society. 1905 bis 1906 war er Präsident der American Mathematical Society. 1922 wurde er zum korrespondierenden Mitglied der Göttinger Akademie der Wissenschaften gewählt. Im Jahr 1923 wurde er zum Mitglied der Leopoldina gewählt.